# Viale Secondo Moretti
Viale Secondo Moretti, noto semplicemente come il corso, è una strada urbana alberata del comune di San Benedetto del Tronto, in provincia di Ascoli Piceno.
Il viale intitolato all'ex sindaco Secondo Moretti (1871-1881), rappresenta il vero centro cittadino, costituisce il cuore della vita mondana, commerciale e turistica della città marchigiana.

## Storia
Costruito agli inizi degli anni trenta del secolo scorso dall'ingegner Luigi Onorati nell'ambito del progetto che portò alla realizzazione del lungomare, lo storico viale Secondo Moretti denominato il corso è situato nel centro della città, perpendicolare all'inizio del lungomare nord, è ormai da decenni, il luogo d'incontro della popolazione sambenedettese e dei dintorni. Zona pedonale, recentemente ristrutturato, sede di locali storici è la via commerciale con i più esclusivi negozi della città. Da alcuni anni è arricchito da una collezione di opere di arte moderna, in particolare sculture, di Ugo Nespolo, Enrico Baj, Mark Kostabi, Paolo Consorti, Marco Lodola, Paolo Annibali.

## Caratteristiche
Il Viale di lunghezza media, circa 400 m, completamente isola pedonale collega il centro cittadino da piazza Giacomo Matteotti a Piazza Carlo Giorgini e corre perpendicolare al Lungomare. Caratteristica del viale sono le numerose palme ad alto fusto della varietà Washingtonia filifera alternate da numerosi oleandri.
Nel 2005 è stato completamente ristrutturato, gli interventi  principali hanno riguardato la sostituzione della pavimentazione, in precedenza costituita da asfalto sostituita da sampietrini e cubetti di trachite rosa di Sardegna oltre a motivi decorativi e mosaici, realizzati con cubetti di marmo di Carrara e pietra di Trani. Completamente rinnovata l'illuminazione sono stati installati corpi illuminanti a luce indiretta e lampioni a LED.
Dal 2020 è stato installato un totem che proietta pubblicità e notizie utili. Tutto il viale è dotato di un impianto di videosorveglianza.

## Monumenti e sculture
- I sognatori — opera in bronzo realizzata da Paolo Annibali rappresenta un tronco d'albero morto di quattro metri d'altezza, che offre riparo a vari animali e due bambini che dormono, mentre un ramo appena germogliato spunta dall'alto.[7][8][9]
- La Retara — il monumento alla retara, opera in bronzo dello scultore Aldo Sergiacomi, è un doveroso omaggio a una delle figure tipiche della città.[9] Il basamento dell'opera è arricchito da una poesia in vernacolo, dedicata appunto alla figura della retara, del poeta sambenedettese Giovanni Vespasiani.[10][11]
- Allegro — si chiama semplicemente Allegro l'opera di Ugo Nespolo collocata nella fontana di viale Secondo Moretti.[9][12]
- Il saluto di Ubu — l'opera in bronzo realizzata da Enrico Baj si richiama ad un lavoro teatrale di Alfred Jarry, fondatore della patafisica.[9][13]
- To see through is not to see into — opera di Mark Kostabi collocata nella zona pedonale del centro della città.[9][14]
- Il monumento ai caduti — sorge in viale Secondo Moretti è un'opera in bronzo di Mario Cataldi e fu inaugurato il 14 agosto 1921.[15]

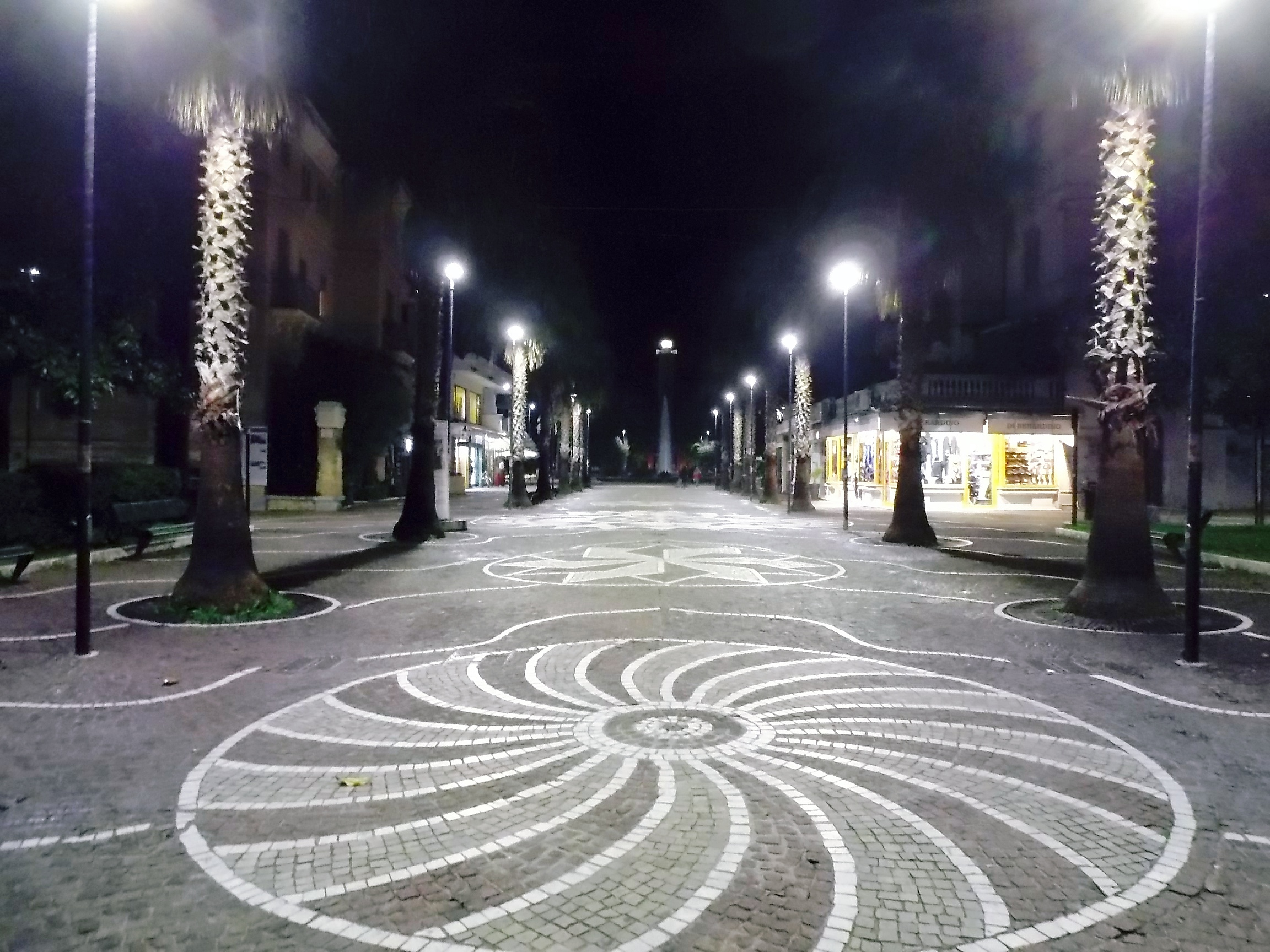
Motivi decorativi e mosaici che caratterizzano il viale
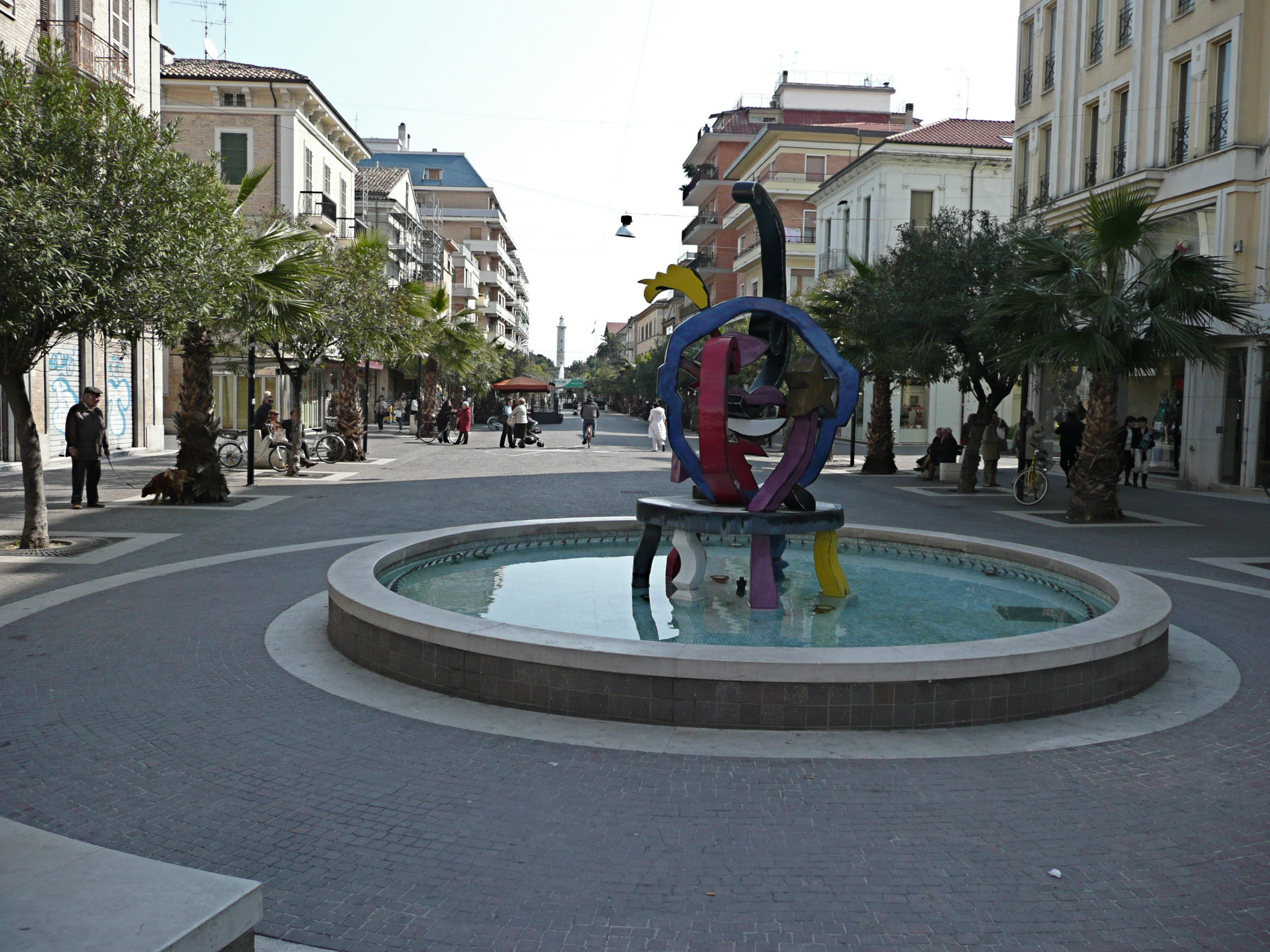
"Allegro" scultura di Ugo Nespolo
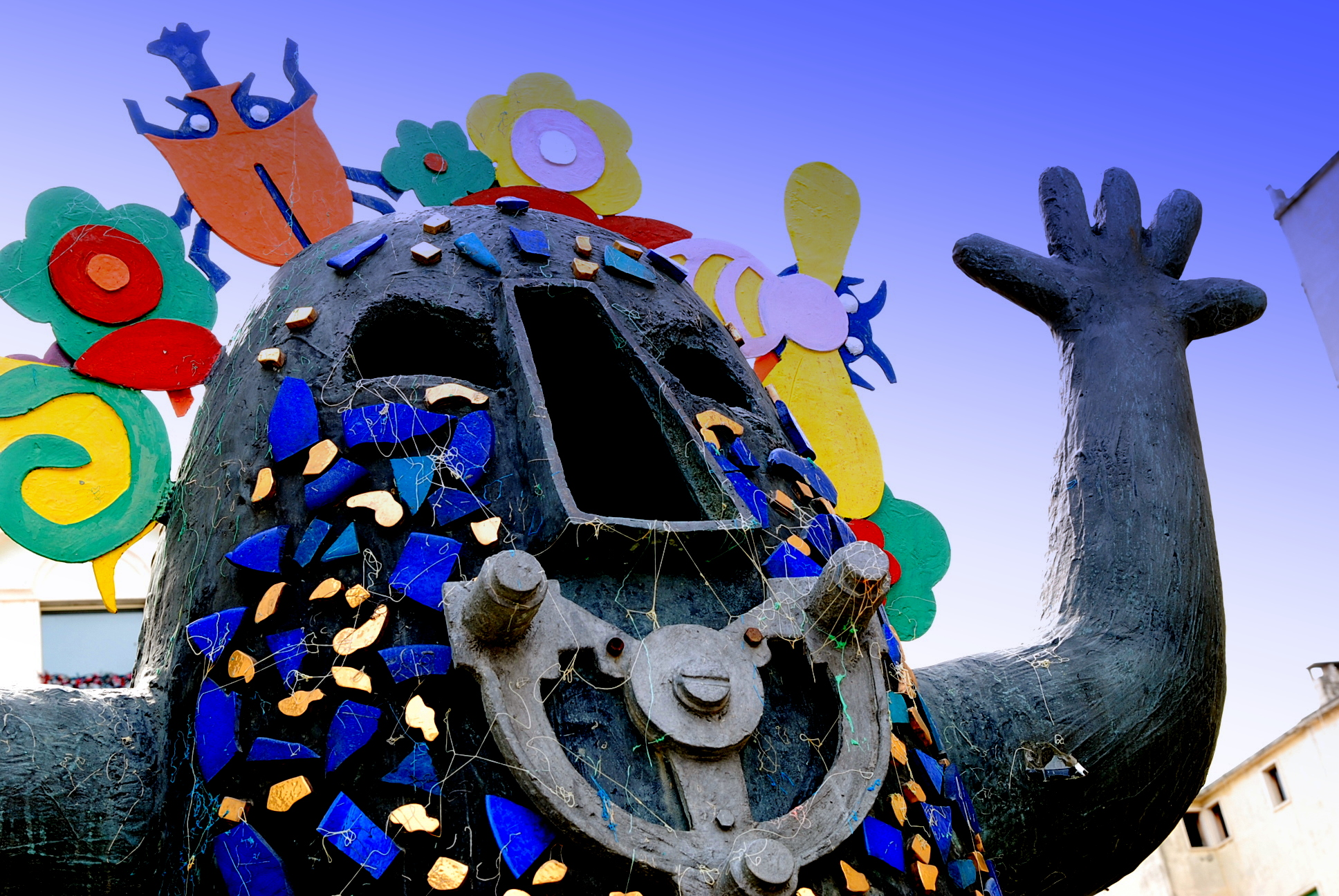
"Il saluto di Ubu" scultura di Enrico Baj

## Luoghi storici
- Gran Caffè Sciarra — è un caffè storico della città le cui origini risalgono al 1862. Nel corso degli anni ha ampliato le attività a bar, pasticceria e gelateria.[16]
- Caffè Florian — è un caffè pasticceria le cui origini risalgono ai primi anni del novecento, è insignito della targa “Locale storico Marche”.[17]